# Thevar Magan
Thevar Magan é um filme de drama indiano de 1992 dirigido e escrito por Bharathan. Foi selecionado como representante da Índia à edição do Oscar 1993, organizada pela Academia de Artes e Ciências Cinematográficas.

## Elenco
- Sivaji Ganesan - Periya Thevarayya
- Kamal Haasan - Sakthivel Periya Thevar
- Revathi - Panchavarnam Periai
- Gouthami - Bhanumathi 'Alice'
- Nassar - Maya Thevar
- Kallapart Natarajan - Paramasivam